# Olováry
Olováry (węg. Óvár) – wieś (obec) na Słowacji położona w kraju bańskobystrzyckim, w powiecie Veľký Krtíš. Pierwsze wzmianki o miejscowości pochodzą z 1245 roku.
Według danych z dnia 31 grudnia 2012 roku, wieś zamieszkiwało 299 osób, w tym 160 kobiet i 139 mężczyzn.
W 2001 roku pod względem narodowości i przynależności etnicznej 24,56% mieszkańców stanowili Słowacy, a 74,56% Węgrzy.
Ze względu na wyznawaną religię struktura mieszkańców kształtowała się w 2001 roku następująco:
- Katolicy rzymscy – 92,98%
- Grekokatolicy – 0,29%
- Ewangelicy – 3,51%
- Ateiści – 2,05%
- Nie podano – 0,88%